# Leucochrysa (Nodita) apicalis
Leucochrysa (Nodita) apicalis is een insect uit de familie van de gaasvliegen (Chrysopidae), die tot de orde netvleugeligen (Neuroptera) behoort. 
Leucochrysa (Nodita) apicalis is voor het eerst wetenschappelijk beschreven door Banks in 1915.